# Ryan Shay
Ryan Shay, född 4 maj 1979 Ypsilanti i Michigan i USA, död 3 november 2007 i New York i New York i USA, var en amerikansk långdistanslöpare.Han studerade vid University of Notre Dame. Han var gift med den amerikanska löperskan Alicia Craig.

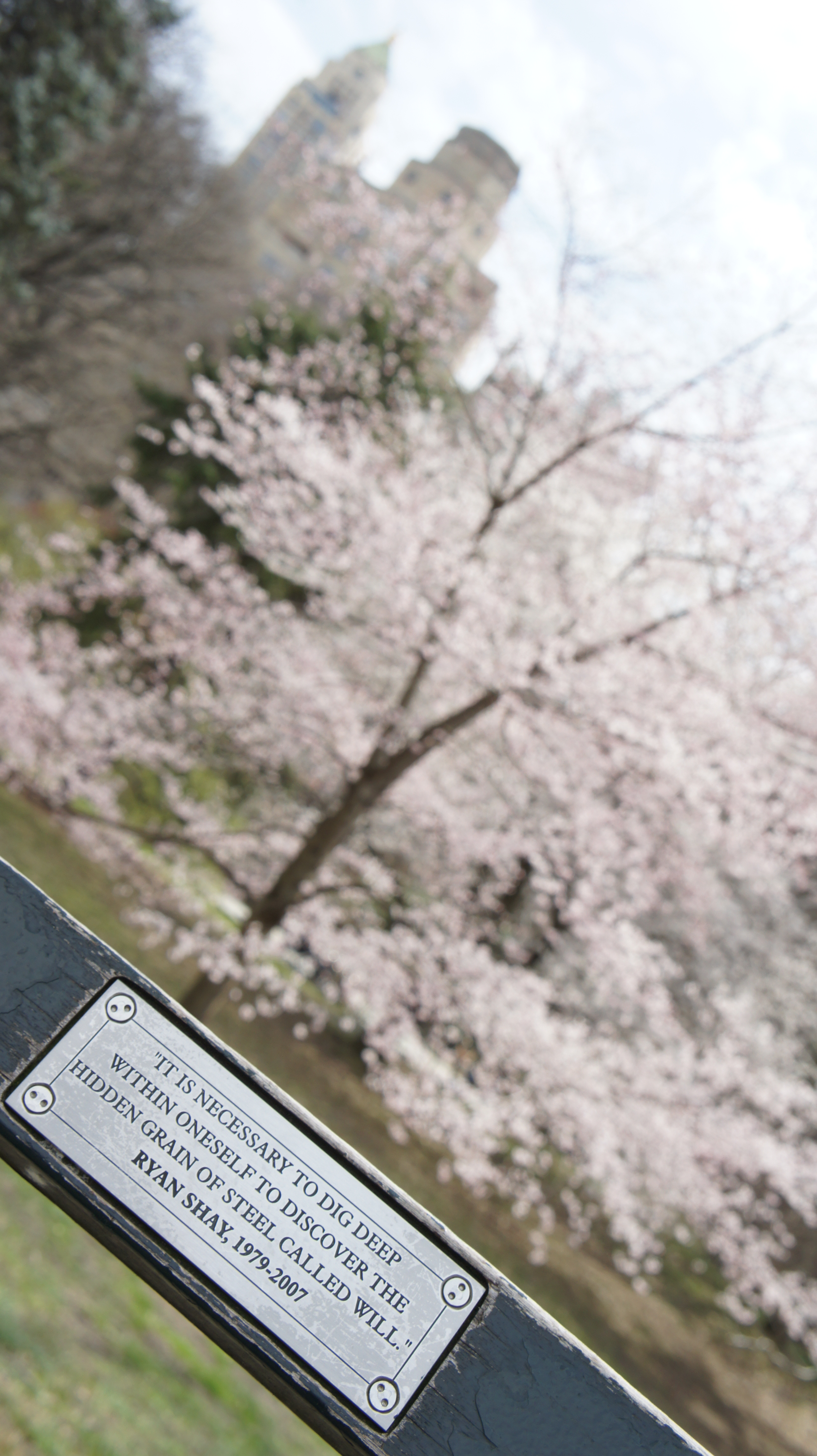

Han blev flera gånger amerikansk mästare.
Han avled i samband med en kollaps under New York Marathon.

### Fotnoter
1. ↑  ”Runner dies during U.S. marathon trials”. The Chicago Tribune. Arkiverad från originalet den 5 november 2007. https://web.archive.org/web/20071105061722/http://www.chicagotribune.com/sports/cs-071103marathon,0,2329247.story?coll=chi_tab05_layout. Läst 3 november 2007.
2. ↑  ”United States Championships (Men 1943-)” (på engelska). GBR Athletics. 25 mars 2014. http://www.gbrathletics.com/nc/usa2.htm. Läst 22 oktober 2014.
3. ↑  Lynn Zinser (22 oktober 2014). ”28-Year-Old Marathoner Dies in Olympic Trials”. The New York Times. http://www.nytimes.com/2007/11/04/sports/othersports/04marathon.html?ref=othersports. Läst 3 november 2007.